# Lithostege flavicornata
Lithostege flavicornata är en fjärilsart som beskrevs av Philipp Christoph Zeller 1847. Lithostege flavicornata ingår i släktet Lithostege och familjen mätare. Inga underarter finns listade i Catalogue of Life.